# Валінор
Валінор (англ. Valinor, у перекладі з Сіндаріна – «країна Валар», на квенья – Валінорі (англ. Valinóre) у тому ж значенні) – вигадана область в легендаріумі Дж. Р. Р. Толкіна, країна Валар в Амані. Також відома як «Безсмертні землі» (разом з Тол Ерессеа та областями Амана, що знаходяться поза Валінором).

## Географія та мешканці

### Загальні відомості про географію та жителів Валінора
У роботах Толкіна Валінор – місце перебування Валар (од. – Вала; Вала в образі жінки називається Валіе), духів, які часто приймають людиноподібну форму і яких люди Середзем'я часто називали «богами». Інші жителі Валінора – це споріднені Валар, але менш могутні духи, Майар, і більшість Ельдар. Валінор знаходиться в Амані, на захід від якого розташована Еккайя, або Оточуюче море; воно оточує як Аман, так і Середзем'я.
Валінор розташований у середині Амана, в його тропічних і субтропічних широтах. Клімат у країні в цілому теплий, але на вершинах гір Пелорі лежить сніг. Усі тварини та рослини, що зустрічаються в Середзем'ї, є і в Валінорі, однак існують і ендемічні види.
Крім власне Валінора, що знаходиться за Пелорі, Елдамар - «берег Валінора», де живуть ельфи, теж вважається його частиною.

### Області проживання Валар і Валіер
У кожного з Валар є своя область країни, де вони живуть і змінюють навколишній світ з власної волі . Чертоги Манве і Варди, двох найбільш могутніх духів, розташовуються на найвищій вершині Пелорі, Танікветіле. Йаванни, Валіе природи, рослин і врожаю, живе на пасовищах Йаванни, у південній частині землі, що знаходиться за Пелорі. Поруч знаходяться Чертоги Ауле, дружина Йаванни, коваля, який створив гномів. Ороме, Вала полювання, живе в лісах Ороме на північний-захід від пасовищ. Ніенна, самотня Валіе смутку та страждання живе на далекому заході континенту, де проводить дні у сльозах за зло у світі, дивлячись на море. На південь від будинку Ніенни і на північ від пасовищ знаходяться Чертоги Мандоса. Мандос (чиє справжнє ім'я – Намо) – Вала смерті й загробного життя. Також в Палатах Мандоса живе його дружина Вайре – прядильниця, вона пряде нитки Часу. На схід від Чертогів Мандоса знаходиться острів Есте, який розташований у середині озера Лореллін, а воно, у свою чергу, – на півночі садів Ірмо – Лоріена (якого не слід плутати з Лотлоріен Середзем'я). Есте і Лоріен – подружжя.

### Валмара
На півдні Валінору, в центрі континенту Аман, на Поясі Арди (як називають там Середземским екватором) розташований Валмара, столиця Валінору, відомий також як Багатодзвонний (англ. City of Bells) і як Валімар, де збираються Валар і живуть духи Майар і ельфи-Ваніар. Це резиденція Валар і ваніар у Валінорі. Пагорб Езеллохар, на якому стояли Древа Валар, і Маханаксар, Перстень Долі, знаходяться поряд з Валмара. Далі на схід знаходиться ущелина Калакірія, єдиний прохід через Пелорі, величезний гірський ланцюг, що відгороджував Валінор з трьох сторін, споруджений, щоб захистити його від Моргота. В ущелині знаходиться місто Тіріон, побудоване на пагорбі Туна, місто ельфів-нолдор. На березі моря на північний схід від Тіріона, знаходиться порт Телері Альквалонде, який, за описами, розташований досить близько до Тіріона, але в реальності може бути навіть в декількох сотнях миль на північ від нього.

### Інші міста Валінору
Безпосередньо на схід від берега Валінору розташований острів Тол Ерессеа, де ельфи побудували гавань Аваллоне і де Телері жили протягом століть, перш ніж переміститися до самого Валінору.
На внутрішніх північних відрогах Пелорі, в сотнях миль на північ від Валмара, розташовувалося місто ув'язнення Феанора, Форменос.

### Інші факти про географію Валінору
На крайньому північному-сході, за Пелорі, була крижана протока Хелкараксе, яка, до того, як після падіння Нуменора Валінор був вилучений з кіл світу, з'єднувала континенти Аман і Середзем'я. Також, в часи до падіння Нуменора, довгий ланцюг маленьких островів, що називався Зачарованими Островами (англ. Enchanted Isles) і проходив на деякій відстані від східного узбережжя Амана по всій його довжині. Ці острови були споруджені для того, щоб не допустити якого-небудь смертного або безсмертного, у Валінор з моря.

### Розміри Валінору
Фізичний розмір Валінору ніколи не уточнювався, крім того, Толкін ніколи не створював детальних карт Амана, але карти Карен Вінн Фонстад, засновані на схематичних начерках Толкіна, зображують континенти й моря Арди, на них вказано Валінор розміром приблизно 800 миль із заходу на схід (від Белегаера до Зовнішнього моря) і 3000 миль з півночі на південь. Весь континент Аман, від арктичних широт Хелкараксе до субантарктичного далекого півдня, має протяжність близько 7000 миль.

## Історія

### Від заснування Валінору до кінця Першої Епохи
Валінором, був заснований на західному континенті Аман, коли Мелькор (бунтівний Вала, пізніше названий ельфами Морготом, «чорним ворогом») знищив їх первісне місце проживання на острові Альмарен. Щоб захистити свій новий будинок від нападів, Валар спорудили на кордонах Валінору гори Пелорі. Також вони побудували Валмара, виростили два Древа, що випромінюють блискуче живе світло, й облаштували свої житла.  Валінор значно перевершував Альмарен красою.
Пізніше Валар дізналися про пробудження в Середзем'ї, де Мелькору ніхто не протистояв, ельфів. Вони запропонували переселити ельфів у безпечний Валінор. Однак для того, щоб переправити їх туди, Валар необхідно було усунути Мелькора. У результаті почалася війна, і цитадель Мелькора, Утумно, була знищена. Після цього більшість ельфів переселилася до Валинору і заснувала свої міста, Тіріон і Альквалонде, почавши тим самим століття слави Валінору.
Проте виникла проблема: Мелькор було повернуто до Валінору як бранця, а після трьох століть ув'язнення було звільнено через помилкову думку, що зло пішло з нього. Після звільнення він заходився насаджувати зерна розбіжностей в уми ельфів Валінору (особливо нолдор: ваніар не стали б слухати його, а Телері, з точки зору Мелькора, були занадто слабкі), розказуючи, що Валар переселили їх у Валінор для того, щоб контролювати їх і вилучити всі їхні землі в Середзем'ї на свою користь, і що ельфи в реальності – бранці Валар. Він також посварив Феанора з його братами, Фінголфіном і Фінарфіном.
Валар дізналися про це і побачили, що зробив Мелькор, але його було вже не зупинити. Сам Мелькор, дізнавшись, що він викритий, відправився у Форменос, де відбував заслання Феанор, а також знаходився його батько, верховний король нолдор, Фінве, і викрав безліч скарбів, серед яких знаходилися чудові дорогоцінні камені – Сильмаріли, убивши при цьому короля. Після цього під час свята Мелькор за допомогою демона-павучихи Унголіант знищив Два Древа (принісши тим самим у Валінор нескінченну ніч) і вислизнув у Середзем'я, де розташовувалася його друга цитадель, Ангбанд.
Два Древа, від яких породжувався увесь світ Валінору, були мертві. Їх остання квітка і плід були дані двом Майар, кожному з яких було доручено обходити навколо світу на кораблі в різний час дня, щоб ні Валінор, ні Середзем'я не залишалося в пітьмі. Один був названий Сонцем і сяяв яскраво-жовтим світлом. Другий же назвали Місяцем, і світло його був блідо-білим.
Після вбивства Фінве та крадіжки Сильмарілів більшість нолдор, яких очолював син Фінве Феанор, творець Сильмарілів, збунтувалися проти Валар і вирішили переслідувати Моргота до Середзем'я, щоб відібрати у нього каміння та помститися за свого короля. Нолдор не стали слухати Манве, владику Валар, який намагався переконати їх, що ельфи прийшли до Валінору з власної волі і що Валар не намагалися правити ними або обмежувати їх яким-небудь способом. Посильний Манве також сказав їм, що якщо вони підуть і будуть битися з Морготом самі, Валар не стануть допомагати їм.
Валінор не брав участі в боротьбі нолдор з Морготом, але, коли нолдор, здавалося, були остаточно переможені, мореплавець Еаренділ зумів дістатися до Валінору за допомогою Сильмаріла, видобутого Береном із Залізної корони Моргота, і переконав Валар завдати Моргот смертельного удару. Могутнє військо Майар, ваніар і нолдор , які залишилися у Валінорі, знищило гігантську армію Моргот і Валар викинули його у Зовнішню Тьму.

### Друга Епоха
У Другу Епоху Валінор скоїв єдине значне діяння: з моря було піднято острів Андор, який було віддано людям-едайн (які билися разом з нолдор), де вони заснували королівство Нуменор. Незабаром сила Нуменора безмірно зросла, а його правителі загордилися і почали потай мріяти про вічне життя. Останній король Нуменора Ар-Фаразон, під впливом взятого ним у полон в Середзем'ї колишнього помічника Моргот в його лихих учинках, майа Саурона, якого король зробив своїм радником, з величезним флотом вторгся у Валінор. Тоді Валар почали прохати Еру Ілуватар, творця світу, і Нуменор було затоплено, а Аман став більше недоступний Смертним Людям; весь інший же світ було зроблено круглим.

### Третя Епоха
У Третю Епоху, розуміючи, що безпосередній конфлікт з відродженим у Середзем'ї Сауроном буде катастрофічним для іншої сторони, Валар послали в Середзем'я Істар (магів), які давали поради людям при їх опорі Темному Володареві .